# نمایه شاخص پله‌ای

توزیع ضریب شکست HRS در هسته و پوشش با نمایهٔ شاخص پله‌ای

برای یک فیبر نوری، یک نمایهٔ شاخص پله‌ای (به انگلیسی: step-index profile) یا نمایه با شاخص پله‌ای، یک نمایه ضریب شکست است که با یک ضریب شکست یکنواخت در هسته و کاهش شدید ضریب شکست در سطح مشترک پوششش هسته مشخصه‌سازی می‌شود، به طوری که پوشش دارای ضریب شکست کمتری است. نمایه با شاخص پله‌ای مربوط به نمایه با شاخص توانی است که پارامتر نمایه به بی‌نهایت نزدیک می‌شود. نمایهٔ شاخص پله‌ای در اکثر فیبرهای تک‌مُد و برخی از فیبرهای چندمُد استفاده می‌شود.
یک فیبر با شاخص پله‌ای با ضریب شکست هسته و پوشش n1 و n2 و هسته و شعاع پوشش a و b مشخص می‌شود. نمونه‌هایی از قطر استاندارد هسته و پوشش 2a/2b عبارتند از ۸/۱۲۵، ۵۰/۱۲۵، ۶۲٫۵/۱۲۵، ۸۵/۱۲۵، یا ۱۰۰/۱۴۰ (واحدها میکرومتر). تغییر ضریب‌شکست کسری {\textstyle \triangle \,={\frac {n_{1}-n_{2}}{n_{1}}}\ll \ 1} است. مقدار n1 معمولاً بین ۱٫۴۴ و ۱٫۴۶ است و {\displaystyle \triangle } معمولاً بین ۰٫۰۰۱ و ۰٫۰۲ است.
فیبر نوری با شاخص پله‌ای معمولاً با آلایش شیشه سیلیکا (SiO2) ذوب‌شده با خلوص‌بالا با غلظت‌های مختلف مواد مانند تیتانیوم، ژرمانیوم یا بور ساخته می‌شود.
پاشش مُدی در فیبر نوری با شاخص پله‌ای داده می‌شود با
{\displaystyle {\text{pulse dispersion}}={\frac {\triangle \ n_{1}\ \ell }{c}}\,\!}
که اینجا
{\displaystyle \triangle \,\!} ضریب کسری شکست است
{\displaystyle n_{1}\,\!} ضریب شکست هسته است
{\displaystyle \ell \,\!} طول فیبر نوری تحت مشاهده است
{\displaystyle c} سرعت نور است